# Ziemia planeta ludzi (singel)
Ziemia planeta ludzi – singel promujący drugi album studyjny zespołu Romantycy Lekkich Obyczajów zatytułowany Kosmos dla mas. Premiera singla odbyła się 16 listopada 2013 na antenie Polskiego Radia Olsztyn.

## Notowania
| Lista                   | Pozycja |
| ----------------------- | ------- |
| Lista przebojów UWUEMKA | 1       |
| Lista przebojów RagaTop | 1       |

## Teledysk
Premiera wideoklipu odbyła się 3 grudnia 2013.